# 秋田県中央信用組合
秋田県中央信用組合（あきたけんちゅうおうしんようくみあい、英:Akitaken Chuo Credit Coorporatives）とは、かつて秋田県男鹿市船川港船川に本店を置いていた信用組合。

## 概要
1950年7月、船川港信用組合として設立。1956年4月、男鹿市信用組合、次いで1967年1月、秋田県中央信用組合と改称した。県中央信組は設立以来、何でも相談にのってくれる親しみやすい信組として地元からも信頼を集め成長を遂げてきた。
店舗は、当時の男鹿市に本店と3支店、天王町に2支店、若美町及び秋田市に各1支店を構えていた。しかし、金融の自由化が進展し、地銀等との競合が激化する中、不況のあおりによって地元中小事業者における資金需要は減少した。そこに元支店長による横領事件が発覚。信用不安が広がり顧客は預金を引き出しに走った。県中央信組は、収益源として有価証券運用を積極化させるが、2001年9月、マイカルの経営破綻によって同社社債5億円が償還不能に陥った。この事態によって県中央信組が同年9月末時点での自己査定を行ったところ、2億7200万円の債務超過となり、自己資本比率もマイナス2.84%まで落ちこんだ。こうしたことから2002年4月からの預金全額保護の特例を打ち切るペイオフ解禁となれば預金者に多大な迷惑をかけることになるとして、2001年11月30日、自主再建を断念。金融庁に預金保険法に基づく破たんを申請した。
翌2002年7月22日、預金と顧客は秋田信用金庫に事業譲渡され全店舗を閉鎖した。本店所在地（男鹿市船川港地区）に秋田信金が進出していなかったため男鹿駅前に有人出張所である船越支店男鹿出張所を開設した。また、整理回収機構が秋田信金が引き継がなかった県中央信組の買取対象資産額元本96億円を56億円の簿価で買い取り債権回収が進められた。

## 沿革
- 1950年7月 - 船川港信用組合として設立。
- 1956年4月 - 男鹿市信用組合に改称。
- 1967年1月 - 秋田県中央信用組合に改称。
- 2001年11月 - 経営破綻。
- 2002年7月 - 秋田信用金庫へ事業譲渡。
- 2006年1月 - 清算終結。
- 2006年8月 - 整理回収機構が所有権を持っていた旧本店ビルを男鹿市商工会に売却。
- 2006年9月 - 旧本店ビルがオガルベ（男鹿市商工会館）としてリニューアルされる。今後は船川港地区の再生拠点として機能する。